# Mestra Janja

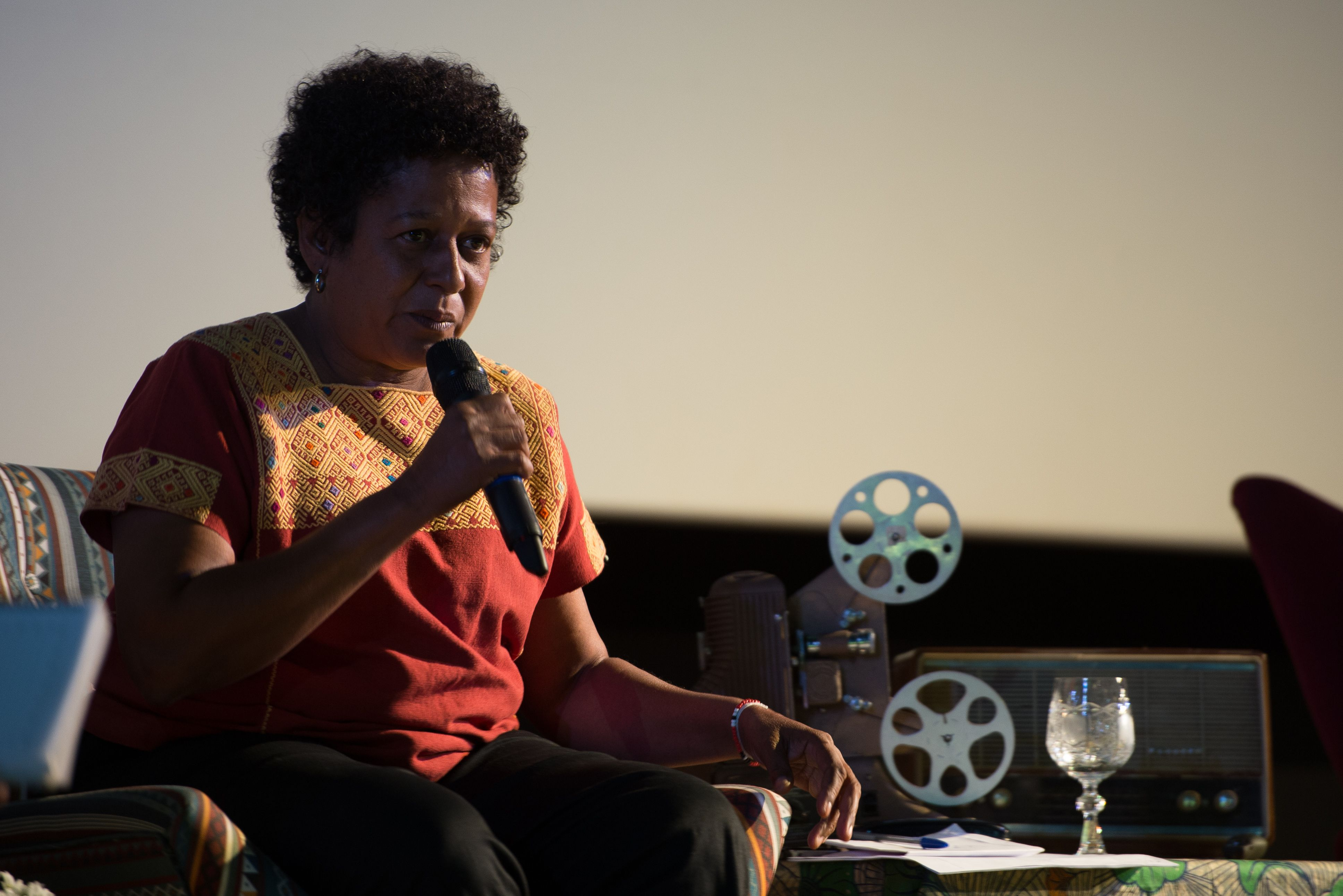
Mestra Janja durante o debate Chamada de Mulher - Profissionalização da Capoeira, na oitava edição do Festival Latinidades (Macello Casal Jr/Agência Brasil)

Rosângela Costa Araújo (Feira de Santana, 4 de outubro de 1959), conhecida como Mestra Janja, é uma historiadora e capoeirista brasileira.

## Capoeira
Seguidora do estilo Capoeira Angola, foi uma das fundadoras do Grupo de Capoeira Angola Pelourinho/Bahia, em 1982. Permaneceu no grupo até 1995. Mudou-se então para São Paulo, onde fundou o Grupo Nzinga.
Em 2001, ampliando as atividades do grupo, formou o Instituto Nzinga de Estudos da Capoeira Angola e Tradições Educativas Banto no Brasil. A entidade atua na pesquisa e difusão das diversas tradições de matriz banto, promovendo ações sociais e educativas.

## Carreira acadêmica
Graduou-se em História pela UFBA. Fez o mestrado e o doutorado em Educação na USP. Voltou para Salvador para coordenar o Departamento de Mulheres da Secretaria de Promoção da Igualdade do Estado da Bahia. Mais tarde, assumiu o cargo de professora do Departamento de Estudos de Gênero e Feminismo da UFBA.

## Publicações
- 2015 - É Preta Kalunga: A Capoeira Angola como Prática Política entre os Angoleiros Baianos – Anos 80-90 - Fundação Gregório de Mattos.[7]